# فرشید استحقاری
فرشید استحقاری (زادهٔ ۱ فروردین ۱۳۵۵ در کرمانشاه) بازیکن سابق و مربی فوتبال ایرانی است.
وی سابقه بازی در تیم‌های بانک صادرات کرمانشاه، شیرین فراز کرمانشاه، ابومسلم خراسان، نساجی مازندران و استقلال رشت را دارد. وی سابقه حضور در کادر فنی تیم های شیرین فراز کرمانشاه، ایرانجوان بوشهر، راهیان کرمانشاه، ابومسلم خراسان، سیاه‌جامگان خراسان، بادران تهران را نیز دارد. وی همچنین سرمربی تیم های  راه‌آهن تهران و بادران تهران و بعثت کرمانشاه بوده است.
وی موفق شد با تیم بعثت کرمانشاه به لیگ دسته دوم فوتبال ایران صعود کند.